# Otto Edler von Graeve

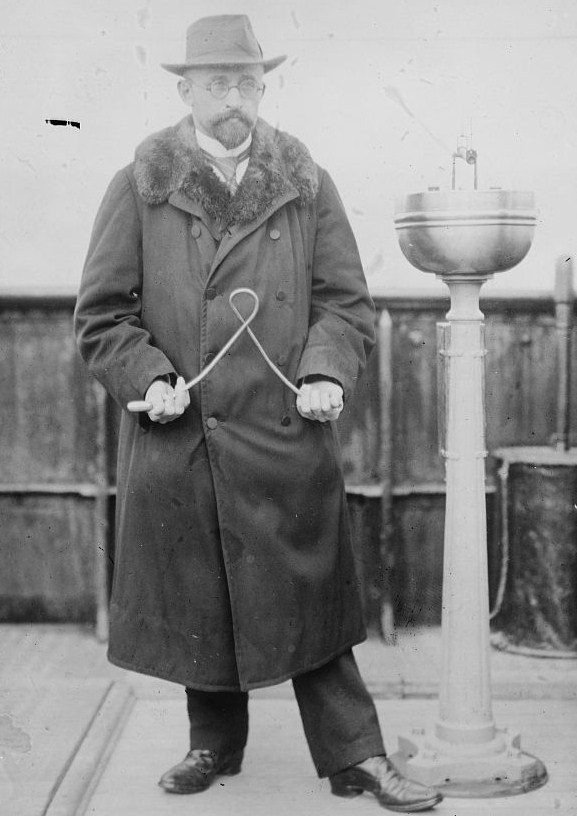
Otto Edler von Graeve

Otto Edler von Graeve (* 22. Juli 1872 in Gotteswalde, Kreis Mohrungen; † 10. Januar 1948 in Heidelberg) war ein deutscher Wünschelrutenforscher.

## Leben
Er ist der Sohn von Emil Edler von Graeve (1826–1904), der aus einer 1786 in den Adelsstand erhobenen Familie stammte und Herr auf Gotteswalde und Neuhof war. Der Major Otto Edler von Graeve ließ sich nach seiner aktiven Dienstzeit im preußischen Heer in der anhaltischen Kleinstadt Gernrode nieder. 1913 publizierte er dort sein Hauptwerk „Meine Wünschelrutentätigkeit. Beobachtungen in Theorie und Praxis nebst einem Anhang: Anerkennungen, Protokoll sämtlicher Schürfungen bis 31. Dezember 1912 und Statistik.“
Vorgeblich durch Gänge mit der Wünschelrute fand Graeve im Jahr 1918 auf dem Schwedderberg bei Gernrode eine Mineralquelle, die daraufhin für das dortige Freibad genutzt wurde, welches nach ihm Ottobad benannt wurde.
Bleibende Bedeutung erhielt er auch für das sächsische Thermalbad Wiesenbad, wo er im Mai 1920 im Auftrag der Firma Meyer und Co. – gleichfalls angeblich mittels seiner Wünschelrute – durch eine Bohrung des Ingenieurs Röttinger aus Halle (Saale) ein Thermalwasser fand, das zum Zeitpunkt seiner Erschließung mit 25 Grad Celsius Wärme 5,2 m über Tage ausfloss und eine Ergiebigkeit von 210 Liter pro Minute hatte. Diese Quelle wurde unmittelbar danach in einem gemauerten Brunnen gefasst.
Aufgrund seiner Erfolge wurde er 1920 von der Stadt Reutlingen beauftragt, Bohrungen vornehmen zu lassen. Nachdem er dies vergeblich bis zu einer Tiefe von 126 Meter vornehmen ließ, wurde er des Ortes verwiesen. 
Er wirkte nicht nur innerhalb Deutschlands, sondern auch im Ausland, so z. B. in den USA – laut New York Times traf Graeve am 27. Januar 1914 mit dem NDL-Liniendampfer George Washington in New York City ein –, auf der Sinai-Halbinsel und in Palästina als Wünschelrutengänger. So habe Graeve, laut einer Meldung in der Deutschen Levante-Zeitung (Nr. 21/22 vom 1. Nov. 1915) in der deutschen Tempelkolonie, auf dem Grundstück der Auguste-Viktoria-Stiftung auf dem Ölberg und auf dem des Syrischen Waisenhauses unterirdische Wasserläufe entdeckt.
Otto heiratete am 1. April 1902 in Danzig Elsbeth Schrey (* 19. Oktober 1882 in Danzig; † 9. Januar 1970 in Heidelberg). Mit ihr hatte er sieben Kinder (vier Söhne und drei Töchter).

## Werke
- Bestätigungen über erfolgreiche Schürfungen vermittelst der Wünschelrute des Rutengängers. Albrecht, Osterode o. J. (1911).
- Die Wünschelrute und ihre Anwendung in der Praxis. Osterode 1911.
- Meine Wünschelrutentätigkeit. Beobachtungen in Theorie und Praxis nebst einem Anhang: Anerkennungen, Protokoll sämtlicher Schürfungen bis 31. Dezember 1912 und Statistik. Müller, Gernrode 1913.
- Hildesheim, o. J. (1914).
- Behörden und Wünschelrute. Hampel, Gernrode o. J. (1921).
- Auszug aus den Erfolgen meiner Wünschelrutentätigkeit von 1910 bis 1928. Padelt, Gernrode 1928.